# Taxandria fragrans
Taxandria fragrans är en myrtenväxtart som först beskrevs av Judith Roderick Wheeler och Neville Graeme Marchant, och fick sitt nu gällande namn av Judith Roderick Wheeler och N.G.Mar. Taxandria fragrans ingår i släktet Taxandria och familjen myrtenväxter. Inga underarter finns listade i Catalogue of Life.